# تيم كريدور
تيموثي والاس كريدور الثاني (بالإنجليزية: Timothy Wallace Credeur II؛ مواليد 9 يوليو 1977) هو مقاتل فنون قتالية مختلطة أمريكي معتزل.

## حياته الشخصية
أنجب كريدور وزوجته مامي طفلهما الأول، وهي ابنة تدعى أودري في 4 يناير 2011.

## سجل فنون القتال المختلطة
| السجل المهني |        |         |
| 16 نزال      | 12 فوز | 4 خسارة |
| ضربة قاضية   | 4      | 3       |
| إخضاع        | 8      | 0       |
| قرار القضاة  | 0      | 1       |

## وصلات خارجية
- تيم كريدور على موقع يو إف سي (الإنجليزية)
- تيم كريدور على موقع شيردوغ (الإنجليزية)
- تيم كريدور على موقع IMDb (الإنجليزية)
- تيم كريدور على موقع قاعدة بيانات الفيلم (الإنجليزية)